# 细枝岩黄芪
细枝岩黄芪（学名：Hedysarum scoparium）是一种豆科植物。这种植物分布于中国的内蒙古、宁夏、甘肃等省区的西部和新疆北部，此外，俄罗斯中亚和蒙古也有分布。